# スダルシャンクリヤ
スダルシャンクリヤ（Sudarshan Kriya）は、シュリ・シュリ・ラビ・シャンカールによって1982年から普及した呼吸法。
インドのタイムズによると、スダルシャンクリヤ呼吸法は、精神的のみならず物理的および精神的なレベルで作用するという。科学的にスダルシャンクリヤは、酵素や遺伝子レベルで抗酸化状態を改善し、DNA損傷と細胞の老化を減らすことが知られている。
心身医学の進歩により、さまざまな感情には独自の呼吸パターンがあることが証明されている。怒りを感じる場合は息は短く速い。その反対に異なるパターンの呼吸を通じて感情に影響を与え、心の制御を行うことも可能である。ヨガや座禅によって深く長い呼吸をすることで、心を穏やかにする影響は広く知られるところである。
スダルシャンクリヤ呼吸法によって脳機能が高められ、ストレスを軽減される結果が見られる。免疫力および体内浄化力の改善も認められ、心の平安にも役立つという結果もある。さらに、2013年4月に発表された研究によると、スダルシャンクリヤ呼吸法を含むヨガの総合的な実践により、細胞の遺伝子レベルにも有益な効果が示唆されている。
日本では、アート・オブ・リビング（一般対象）およびシュリシュリ総合研究所（法人対象）によって指導されている。